# QuikPak
A QuikPak (teljes néven: QuikPak Corporation) egy magántulajdonban álló hardverfejlesztéssel és -gyártással foglalkozó cég volt, mely a Commodore International csődje után az Amiga 4000T számítógépek utángyártásáról, majd a szintén csődbe ment Escom tulajdonában lévő Amiga Technologies GmbH-ra tett vételi ajánlatáról nevezetes.

## Történet
Az 1992 márciusában alapított céghez 1993 márciusában igazolt át a korábbi Commodore-alkalmazott, majd a GVP cég egyik alapítója, operatív alelnöke, David Ziembicki. A cég alkalmazottainak száma 12 fő volt 1995-ben.
A Commodore Amiga technológia Escom által felvásárlása után a német cég megkezdte a legnagyobb, toronyházba épített Amiga 4000T utángyártásának megszervezését. A feladat az Escom újként alapított Amiga Technologies GmbH leányvállalatát vezető Petro Tyschtschenkora hárult. Célszerűen a korábbi Commodore pennsylvaniai székhelyéhez közeli helyet választott. Az alaplapok gyártására a Zober Industries Inc céggel szerződött, míg a gépek összeszerelésének feladatát a QuikPak nyerte el, miután nem találtak kínai gyártót, aki egy éven belül be tudta volna indítani a sorozatgyártást. Összesen 22 ezer A4000T alaplap legyártását tervezték Pennsylvaniában, az első évben, melyből 10 ezret – helyben összeszerelve – szántak az amerikai piacra, 12 ezret pedig – Skóciában összeépítve – az európaira.
Petro Tyschtschenko közleménye alapján az Amiga 4000T modell gyártása 1995 novemberében indult újra és az ESCOM júliusi csődjéig mintegy 4000 példányt adtak el. A pénzügyi problémák már a csőd előtt jelentkeztek és az Amiga Technologies tárgyalásokat kezdett a felvásárlásról a VisCorp vállalattal, mely azonban a csőd után, hosszas tárgyalásokat követően 1996 októberében végül elállt a vételtől.
A QuikPak, mint szerződött alvállalkozó, a csőd bejelentése után is folytatta a gyártást, illetve a terméktámogatást, ezen felül két új modellt (A4040L és A4060T) és egy gyorsítókártyát (egy Motorola 68060 alapú Amiga 4000 processzorkártya) jelentett be. A VISCorppal megrekedt tárgyalásokat látva 1996 Karácsonyán hivatalos vételi ajánlatot tettek az Amiga Technologies kivásárlására a felszámolónak. Sikeres ajánlatot azonban végül a Gateway 2000 adott, így ők vásárolhatták fel az Amigához fűződő jogokat és eszközöket. Hivatalos közleményében a QuikPak őszinte meglepetésének adott hangot, ugyanakkor "ígéretesnek" nevezte ezt az "éles irányváltást". Rögtön tárgyalásokat is kezdtek az új védjegytulajdonossal a gyártás, az általuk tervezett fejlesztések, illetve a védjegyhaszálat jövőjéről, melyből azonban hosszas jogvita kerekedett az Escom felszámolóival a QuikPak raktárában található Amiga alkatrészek tulajdonjoga miatt. Ideiglenes korlátozó intézkedést vezettek be a QuikPak ellen, amely megtiltotta neki ezen alkatrészek Amiga rendszerekben való felhasználását vagy értékesítését, és 1998 júniusában egy amerikai bíró végül a felszámoló javára döntött.
A Quik-Pak néven továbbélő céget 2015-ben felvásárolta a Promex Industries, majd a leányvállalat 2021-ben nevet váltott QP Technologies-ra.